# Thiemo de Bakker
Thiemo de Bakker (n. La Haya; 19 de septiembre de 1988) es un jugador profesional de tenis de los Países Bajos. Es un integrante regular del Equipo neerlandés de Copa Davis haciendo su debut en la competición en 2008.

## Carrera
Se destacó como jugador júnior ganando el título de Wimbledon de la categoría en 2006 derrotando en la final al polaco Marcin Gawron. Ese mismo año logró los tradicionales torneos de la categoría Cofee Bowl (Costa Rica), Nottinghill (Australia), Santa di Croce (Italia) y Roehampton (Inglaterra).
A pesar de dejar de competir en la categoría tras Wimbledon (mediados de año), le bastó para consagrarse como N.º 1 del mundo de la categoría convirtiéndose en el primer hombre de los Países Bajos en lograrlo y el segundo en la historia contando mujeres, tras lo conseguido por Michaella Krajicek en 2004.
Como profesional logró su primer impacto en agosto de 2009 ganando cuatro torneos challenger en un mes, todos sobre superficie lenta, la menos apta para su juego.
En el 2010 lograría su mejor actuación en un torneo ATP, llegando a las semifinales en Barcelona,donde perdería contra el segundo preclasificado Robin Soderling.

## Torneos ATP (0)

### Individuales (0)

#### Clasificación en torneos del Grand Slam
| Torneo               | 2007 | 2009 | 2010 | 2011 | 2012 | 2013 | 2014 | 2015 | 2016 | Títulos |
| -------------------- | ---- | ---- | ---- | ---- | ---- | ---- | ---- | ---- | ---- | ------- |
| Abierto de Australia | -    | -    | 1R   | 1R   | Q3   | Q2   | Q3   | Q2   | 1R   | 0       |
| Roland Garros        | -    | Q2   | 3R   | 1R   | -    | 1R   | Q1   | Q2   | 1R   | 0       |
| Wimbledon            | 1R   | -    | 3R   | -    | -    | 1R   | -    | Q2   | Q1   | 0       |
| US Open              | -    | -    | 3R   | 1R   | Q1   | 1R   | Q1   | Q1   | Q2   | 0       |

## Challengers; 11 (8 + 3)

### Individuales (8)
| N.º | Fecha      | Torneo                      | Superficie    | Oponente en la final | Resultado       |
| --- | ---------- | --------------------------- | ------------- | -------------------- | --------------- |
| 1.  | 27.07.2009 | Challenger de Tampere       | Tierra batida | Peter Luczak         | 6-4 7-6(7)      |
| 2.  | 10.08.2009 | Challenger de Vigo          | Tierra batida | Thierry Ascione      | 6-4 4-6 6-2     |
| 3.  | 17.08.2009 | Challenger de San Sebastián | Tierra batida | Filip Krajinovic     | 6-2 6-3         |
| 4.  | 31.08.2009 | Challenger de Brasov        | Tierra batida | Pere Riba            | 7-5 6-0         |
| 5.  | 22.07.2012 | Challenger de Grez-Doiceau  | Tierra batida | Victor Hănescu       | 6–4, 3–6, 7–5   |
| 6.  | 08.09.2012 | Challenger de Alphen        | Dura          | Simon Greul          | 6-4 6-2         |
| 7.  | 14.10.2012 | Challenger de San Juan      | Tierra batida | Martín Alund         | 6-2, 3-6, 6-2   |
| 8.  | 20.04.2014 | Challenger de Santiago      | Tierra        | James Duckworth      | 4-6, 7-610, 6-1 |

### Dobles (3)
| N.º | Fecha      | Torneo                       | Superficie    | Pareja             | Oponente en la final                     | Resultado           |
| --- | ---------- | ---------------------------- | ------------- | ------------------ | ---------------------------------------- | ------------------- |
| 1.  | 15.08.2009 | Challenger de Vigo           | Tierra batida | Raemon Sluiter     | Pedro Clar-Rosselló Albert Ramos-Viñolas | 7–5, 6–2            |
| 2.  | 11.09.2011 | Challenger de Alphen         | Dura          | Antal van der Duim | Matwé Middelkoop Igor Sijsling           | 6–4, 6–7(4), [10–6] |
| 3.  | 11.08.2013 | Challenger de Río de Janeiro | Tierra batida | André Sá           | Marcelo Demoliner João Souza             | 6–2, 6-3            |